# Pico Jengish Chokusu
El pico Jengish Chokusu (también conocido por su nombre en ruso como Pico Pobedy) es la montaña más alta de los montes Tian Shan con 7439 m s. n. m. y una prominencia de 4148 m. Está situado en la frontera entre China y Kirguistán, siendo el punto más alto de este último y el segundo más alto de la antigua Unión Soviética.

## Nombres

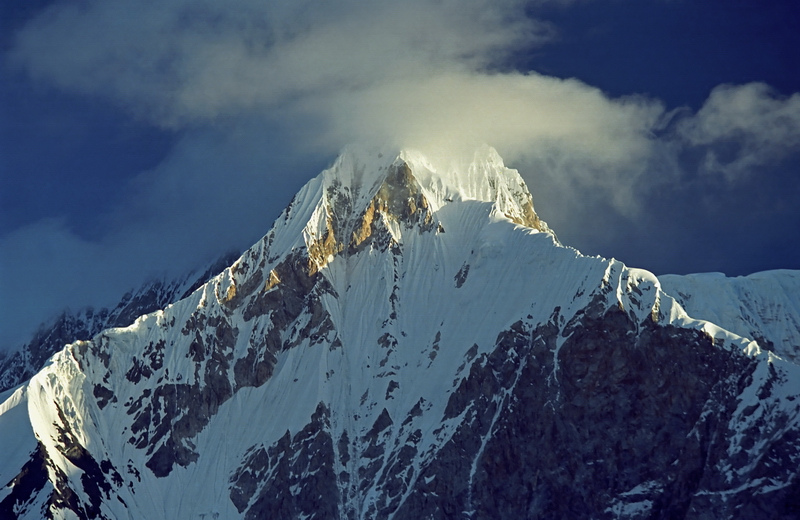
Vista del pico

Fue nombrado por el alpinista ruso Vitali Mijáilovich Abalákov tras conquistar su cumbre el 29 de agosto de 1956. Recibió en ese entonces el nombre de Pico Pobedy («Pico Victoria», en español) en honor a la victoria soviética en la Gran Guerra Patria. Con la disolución de la Unión Soviética y la independencia de Kirguizistán, el pico conservó su nombre, pero traducido al idioma kirguís.
En uigur se designa como Tömür, que es también el nombre oficial de la montaña en China. El nombre chino Tuōmù'ěr Fēng es una combinación del uigur tomur, que significa 'hierro', y el chino feng que quiere decir 'pico'.

## Descripción
El Jengish Chokusu es un macizo, con varias cumbres a lo largo de su extensa cresta. Tan solo su cumbre principal supera los 7000 m s. n. m. Se ubica a 16 km al suroeste del Khan Tengri (7010 m), separados por el glaciar Engilchek Sur, donde normalmente se sitúan los campamentos base de ambas montañas. El macizo corre en ángulo recto a los glaciares que fluyen de ahí hacia tres valles alpinos hacia el norte en Kirguistán, corriendo todos finalmente hacia el glaciar Engilchek, el más grande del Tian Shan. Su cumbre principal es alcanzada normalmente desde el glaciar Zvozdochka (pequeña estrella en ruso), que adquiere un tono rojizo por las rocas del Jengish Chokusu.
Administrativamente, el lado kirguís de la montaña está en el distrito de Ak-Suu, en la provincia de Ysyk-Kol, y en el lado chino, en el condado Wensu de la prefectura de Aksu, de la Región autónoma Uigur de Sinkiang.

## Antecedentes

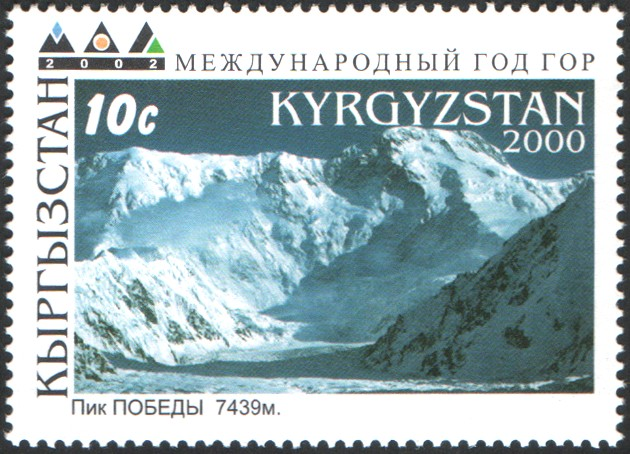
Jengish Chokusu (Pico Pobedy) en un sello postal kirguí.

El Jengish Chokusu es la montaña más alta de Kirguistán. Es considerada por los geólogos como la montaña de 7000 m s. n. m. más septentrional del mundo; la cumbre de roca del Khan Tengri, el segundo pico más alto del Tian Shan, es de 6995 m s. n. m., aunque una gruesa capa de hielo le añade 15 m a su altura, de modo que los montañeros lo clasifican como un pico de 7000 m.
El glaciar Engilchek Sur y sus glaciares laterales ocupan todo el lado norte del Pico Jengish Chokusu. Este glaciar, actualmente de 60.5 km de longitud, es el sexto más grande del mundo fuera de las regiones polares.

## Historia
A pesar de que el Jengish Chokusu es 400 metros más alto, se creía que el Khan Tengri era el pico más alto de la cordillera hasta el estudio del Jengish Chokusu en 1946. Una expedición soviética organizada en 1938 para conmemorar el 20.º aniversario de la fundación del Movimiento Juvenil Comunista Komsomol, afirmó haber escalado el pico más alto del área, la cumbre fue alcanzada el 19 de septiembre por L. Gutman, E. Ivanov y A. Sidorenko. Dicha expedición calculó la altitud en 6.900 m, y nombró al pico Pik 20-ti letiya Komsomola (Pico del 20 Aniversario del Komsomol). Un estudio por otro equipo en 1943, arrojó que la altura del pico era de 7.439 m. El pico fue renombrado como Pik Pobedy (Pico de la Victoria) en 1946 para conmemorar la victoria soviética en la Gran Guerra Patria. La marcada diferencia en la altitud llevó a cuestionar la ascensión de 1938, a pesar de que la posición oficial soviética era defender dicho ascenso. En 1955, un intento a gran escala hacia el pico, terminó en desastre cuando 11 miembros de la expedición fallecieron en una tormenta de nieve. La primera ascensión indiscutible al Jengish Chokusu fue en 1956 por el equipo de Vitaly Abalakov. En 1977, una expedición china escaló el pico desde el lado chino; los registros de dicha expedición no hacen mención a la primera ascensión rusa y da la impresión de que la ascensión china fue la primera en llegar a la cumbre. La primera ascensión invernal al pico fue hecha por Valery Khrichtchatyi en febrero de 1990.